# Elizabeth Mallet
Elizabeth Mallet (bl. 1672–1706) war eine englische Druckerin und Buchhändlerin. Sie ist bekannt als die Herausgeberin von The Daily Courant, der ersten britischen Tageszeitung.

## Leben
Elizabeth Mallet heiratete 1672 David Mallet. Gemeinsam dominierten sie in den 1670er und 1680er Jahren den Handel mit gedruckten Reden, die von zum Tode Verurteilten vor ihrer Hinrichtung am Tyburn gehalten wurden. Diese bekannten Publikationen produzierten sie in ihrer Druckerei in der Fleet Street in London.
Nach dem Tod ihres Mannes 1683 führte Elizabeth Mallet das Geschäft weiter und bildete ihren Sohn David im Druck- und Buchhandel aus. Gleichzeitig betrieb sie zwei Druckpressen. Jedoch scheiterte ihr Sohn, sodass Mallet innerhalb von zehn Jahren erneut die Leitung des Familienunternehmens übernahm.

## Veröffentlichungen
Elizabeth Mallet widmete sich insbesondere der Veröffentlichung von Nachrichten und politischen Flugblättern. Am 20. September 1701 brachte sie die Zeitung The New State of Europe heraus, die sich auf aktuelle politische Entwicklungen in Europa konzentrierte.

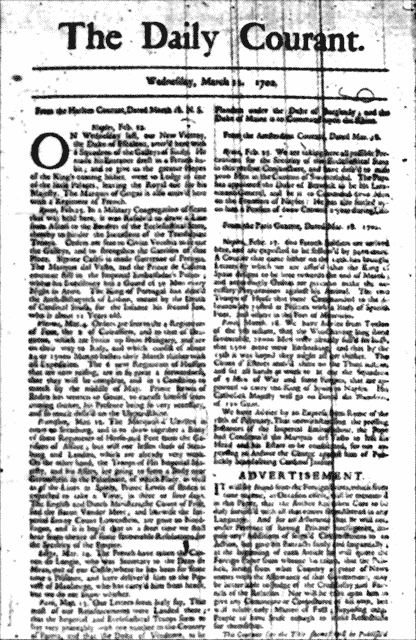
Front page of The Daily Courant

Am 11. März 1702 veröffentlichte sie The Daily Courant, die erste britische Tageszeitung. Diese bestand aus einer einzigen Seite, auf der Zusammenfassungen ausländischer Nachrichten präsentiert wurden. Um Konflikte mit der Regierung zu vermeiden, verzichtete Mallet auf Berichte über lokale Ereignisse in London.
Unter einem männlichen Pseudonym schrieb Mallet und behauptete, lediglich Fakten bereitzustellen, damit die Leser sich ihre eigene Meinung bilden könnten.

“Nor will [the Author] take it upon himself to give any Comments or Conjectures of his own, but will relate only Matter of Fact; supposing other People to have Sense enough to make Reflections for themselves.”

„Auch wird [der Autor] es nicht auf sich nehmen, irgendwelche Kommentare oder Vermutungen von sich zu geben, sondern wird nur Tatsachen erzählen, in der Annahme, dass andere Leute genug Verstand haben, um sich selbst Gedanken zu machen.“

## Bedeutung
Einige Kommentatoren meinen, dass Mallet als der erste Herausgeber einer täglichen Zeitung in Großbritannien betrachtet werden könnte, obwohl es diesen Begriff damals noch nicht gab. Mallet spielte möglicherweise auch eine wichtige Rolle dabei, unser Verständnis von Zeit zu verändern und das Gefühl von Beschleunigung im modernen Leben zu prägen. Historiker wie Charles Sommerville, Mark Turner und Joel Wiener sind der Ansicht, dass die regelmäßige Veröffentlichung von Nachrichten das Zeitverständnis beeinflusste – weg von der Vorstellung einer göttlichen Vorsehung hin zu einer offenen und ungewissen Zukunft.